# Diversidad sexual en Montenegro
Las personas lesbianas, gais, bisexuales y transgénero (LGBT) en Montenegro se enfrentan a importantes desafíos que no experimentan las personas no LGBT. Las relaciones sexuales entre hombres y mujeres del mismo sexo son legales en Montenegro, pero los hogares encabezados por parejas del mismo sexo no tienen derecho a las mismas protecciones legales que las parejas casadas de distinto sexo.

## Legislación y derechos

### Despenalización de la homosexualidad
El código penal de 1977 derogó las disposiciones yugoslavas de 1951 que penalizaban las relaciones sexuales entre personas del mismo sexo, despenalizando así la homosexualidad en Montenegro. La edad de consentimiento sexual en Montenegro es de 18 años, sin importar la orientación sexual.

### Reconocimiento de las parejas del mismo sexo
No hay reconocimiento legal de las parejas del mismo sexo. La Constitución de Montenegro prohíbe el matrimonio entre personas del mismo sexo.
El 13 de noviembre de 2012, el primer ministro Duško Marković declaró que el gobierno prepararía un proyecto de ley que otorgue algún tipo de reconocimiento legal a las parejas del mismo sexo.

### Leyes y medidas antidiscriminación
El 27 de julio de 2010, el Parlamento montenegrino aprobó una ley de no discriminación que incluye la orientación sexual y la identidad de género como motivos prohibidos de discriminación. Este era uno de los requisitos que el país tenía que cumplir para ser miembro de la Unión Europea. Gais y lesbianas no tienen prohibido el acceso al servicio militar.

## Condiciones sociales
Gais y lesbianas pueden ser objeto de discriminación y hostigamiento en el país; las actitudes en contra de la homosexualidad están profundamente arraigadas.
El ambiente homosexual es muy escaso. El primer acontecimiento del orgullo gai en Montenegro tuvo lugar el 24 de julio de 2013 en la ciudad costera de Budva. El 20 de octubre de 2013 se celebró un evento Pride en Podgorica, donde manifestantes anti-gai fueron arrestados por la policía.